# Lista de prefeitos de Duque de Caxias (Rio de Janeiro)
Esta é a lista de prefeitos da cidade de Duque de Caxias, cidade situada na região metropolitana do estado do Rio de Janeiro. O atual prefeito é Netinho Reis, do Movimento Democrático Brasileiro.
O cargo de prefeito no Brasil, foi criado em 11 de abril de 1835, pela assembleia provincial paulista, em reação aos amplos poderes conferidos pelo Código de Processo Criminal de 1832 às câmaras municipais. Seguiram o exemplo paulista seis províncias do nordeste brasileiro (Alagoas, Ceará, Maranhão, Paraíba, Pernambuco e Sergipe).
Sob a vigente ordem constitucional, essa designação é dada ao funcionário público do Poder Executivo municipal, que exerce seu cargo em função de uma legislatura (mandato), sendo para tanto eleito a cada quatro anos, podendo ser reeleito por mais 4 anos (segundo mandato).
Funções
O poder executivo municipal chefia a administração e comanda os serviços públicos, tendo como comandante o prefeito.
A partir da constituição brasileira de 1934, o cargo de prefeito passou a ser o único, em todo o Brasil, ao qual estão atribuídas as funções de chefe do poder executivo do governo local, em simetria aos chefes dos executivos da União e do estado, portanto, em forma monocrática. Este texto quer dizer que deverá haver harmonia e integração de ação entre as esferas envolvidas sem a intervenção de uma na outra, exceto nos casos previstos na Constituição Federal.
Eleições
O prefeito é eleito por sufrágio universal, secreto, direto, em pleito simultâneo em todo o País, realizado a cada quatro anos, no primeiro domingo de outubro.
E trinta dias após tem lugar o segundo turno, se o eleito em primeiro lugar não atingir 50% dos votos válidos mais um voto, no caso de municípios com mais de duzentos mil eleitores.
Conforme a legislação eleitoral atual no Brasil para tornar-se elegível, exige-se uma série de requisitos;
- Possuir nacionalidade brasileira ou portuguesa (neste caso, o cidadão português deve se encontrar amparado pelo Estatuto de Igualdade entre Portugueses e Brasileiros),
- Título de eleitor em dia e estar em gozo pleno do exercício dos direitos políticos,
- Domicilio eleitoral na circunscrição na qual o candidato se apresenta,
- Filiação partidária,
- Ser alfabetizado (tópico invalidado pela atual constituição brasileira de 1988),
- Desincompatibilização de cargo público — Se ocupa um cargo público deve sair seis meses antes das eleições e voltar caso possa só após seis meses ao pleito eleitoral,
- Renúncia de outro mandado até seis meses antes do pleito e não ser parente afim ou consangüíneo, até segundo grau, ou cônjuge de titular de cargo eletivo; pode, entretanto, ser candidato à reeleição (artigo 14 da Constituição),
- Ter idade mínima de 21 anos.

| N°  | Prefeito                           | Imagem                | Partido | Início do mandato      | Fim do mandato                           | Observações |
| --- | ---------------------------------- | --------------------- | ------- | ---------------------- | ---------------------------------------- | --- |
| 1º  | Homero Lara                        |                       |         | 1º de janeiro de 1944  | 10 de setembro de 1944                   | O poder executivo foi instalado oficialmente em 1º de janeiro de 1944, quando o interventor federal Ernani do Amaral Peixoto designou, para responder pelo expediente da prefeitura, o contabilista Homero Lara.                                                    |
| 2º  | Heitor Luiz do Amaral Gurgel       |                       |         | 11 de setembro de 1944 | 1º de agosto de 1945                     | Prefeito nomeado pelo interventor Amaral Peixoto. |
| 3º  | Antônio Cavalcante Rino            |                       |         | 02 de agosto de 1945   | 02 de setembro de 1945                   | Prefeito nomeado pelo interventor Amaral Peixoto. |
| 4º  | Heitor Luiz do Amaral Gurgel       |                       | PSD     | 02 de setembro de 1945 | 08 de novembro de 1945                   | Prefeito nomeado pelo interventor Amaral Peixoto. |
| 5º  | Dr. Jorge Diniz de Santiago        |                       |         | 10 de novembro de 1945 | 22 de março de 1946                      | Prefeito nomeado pelo interventor Abel Magalhães. |
| 6º  | Gastão Glicério de Gouvêia Reis    |                       | PSD     | 25 de março de 1946    | 18 de outubro de 1946                    | Prefeito nomeado pelo interventor Lúcio Meira. |
| 7º  | José dos Campos Manhães            |                       |         | 18 de outubro de 1946  | 13 de março de 1947                      | Prefeito nomeado pelo interventor Hugo Silva. |
| 8º  | José Rangel                        |                       |         | 19 de março de 1947    | 31 de março de 1947                      | Prefeito nomeado pelo governador Edmundo de Macedo Soares. |
| 9º  | Custódio Rocha Maia                |                       | UDN     | 31 de março de 1947    | 30 de julho de 1947                      | Prefeito nomeado pelo governador Edmundo de Macedo Soares. |
| 10º | Ten. Cel. Scipião da S. Carvalho   |                       |         | 1º de agosto de 1947   | 28 de setembro de 1947                   | Prefeito nomeado pelo governador Edmundo de Macedo Soares. |
| 11º | Gastão Glicério de Gouveia Reis    |                       | PSD     | 28 de setembro de 1947 | 28 de dezembro de 1950                   | Prefeito eleito em sufrágio universal. |
| 12º | Aderson Ramos                      |                       |         | 28 de dezembro de 1950 | 31 de janeiro de 1951                    | Presidente da Câmara Municipal |
| 13º | Adolpho David                      |                       | PSP     | 31 de janeiro de 1951  | 06 de setembro de 1952                   | Presidente da Câmara Municipal |
| 14º | Braulino de Matos Reis             |                       | PTB     | 06 de setembro de 1952 | 31 de janeiro de 1955                    | Prefeito eleito em sufrágio universal. |
| 15º | Francisco Corrêa                   |                       | PTB     | 31 de janeiro de 1955  | 15 de janeiro de 1959                    | Prefeito eleito em sufrágio universal. |
| 16º | Joaquim Tenório Cavalcanti         |                       | PST     | 15 de janeiro de 1959  | 31 de janeiro de 1959                    | Presidente da Câmara Municipal |
| 17º | Adolpho David                      |                       | PSP     | 31 de janeiro de 1959  | 31 de janeiro de 1963                    | Prefeito eleito em sufrágio universal. |
| 18º | Joaquim Tenório Cavalcanti         |                       | PST     | 31 de janeiro de 1963  | 30 de janeiro de 1966                    | Prefeito eleito em sufrágio universal. |
| 19º | Moacyr Rodrigues do Carmo          |                       | MDB     | 31 de janeiro de 1967  | 31 de dezembro de 1970                   | Prefeito eleito em sufrágio universal. |
| 20º | Francisco Estácio da Silva         |                       | ARENA   | 1º de janeiro de 1971  | 06 de julho de 1971                      | As eleições em Duque de Caxias foram suspensas, em virtude da Lei nº 5.449, de 4 de junho de 1968, que decretou que o município era Área de Segurança Nacional pelo regime militar, tendo em 1971, tomado posse o presidente da câmara, Francisco Estácio da Silva. |
| 21º | Gen. Carlos Marciano de Medeiros   |                       | ARENA   | 19 de Julho de 1971    | 15 de março de 1975                      | Prefeito nomeado pelo Governo Federal do Brasil. |
| 22º | Cel. Renato Moreira da Fonseca     |                       | ARENA   | 15 de março de 1975    | 24 de abril de 1979                      | Prefeito nomeado pelo Governo Federal do Brasil. |
| 23º | Cel. Américo Gomes de Barros Filho |                       | ARENA   | 24 de abril de 1979    | 2 de maio de 1982                        | Prefeito nomeado pelo Governo Federal do Brasil. |
| 24º | Hydekel de Freitas Lima            |                       | PDS     | 13 de maio de 1982     | 31 de dezembro de 1985                   | Prefeito nomeado pelo Governo Federal do Brasil. |
| 25º | Juberlan de Oliveira               |                       | PDT     | 1º de janeiro de 1986  | 31 de dezembro de 1988                   | Prefeito eleito em sufrágio universal. |
| 26º | Hydekel de Freitas Lima            |                       | PFL     | 1º de Janeiro de 1989  | 27 de agosto de 1990                     | Prefeito eleito em sufrágio universal, suplente do senador Afonso Arinos, com a morte deste, Hydekel renunciou a prefeitura de Duque de Caxias e assumiu a cadeira no Senado                                                                                        |
| 27º | José Carlos Lacerda                |                       | PFL     | 12 de setembro de 1990 | 31 de dezembro de 1992                   | Vice-prefeito no cargo como titular. |
| 28º | Moacyr Rodrigues do Carmo          |                       | PFL     | 1º de janeiro de 1993  | 31 de dezembro de 1996                   | Prefeito eleito em sufrágio universal. |
| 29º | José Camilo Zito                   |                       | PSDB    | 1º de Janeiro de 1997  | 31 de Dezembro de 2000                   | Prefeito eleito em sufrágio universal. |
| 29º | José Camilo Zito                   | 1º de janeiro de 2001 | PSDB    | 31 de dezembro de 2004 | Prefeito reeleito em sufrágio universal. | |
| 30º | Washington Reis                    |                       | PMDB    | 1º de janeiro de 2005  | 31 de dezembro de 2008                   | Prefeito eleito em sufrágio universal. |
| 31º | José Camilo Zito                   |                       | PSDB    | 1º de janeiro de 2009  | 31 de dezembro de 2012                   | Prefeito eleito em sufrágio universal. |
| 32º | Alexandre Cardoso                  |                       | PSB     | 1º de janeiro de 2013  | 31 de dezembro de 2016                   | Prefeito eleito em sufrágio universal. |
| 33º | Washington Reis                    |                       | MDB     | 1º de janeiro de 2017  | 31 de dezembro de 2020                   | Prefeito eleito em sufrágio universal. |
| 33º | Washington Reis                    | 1º de janeiro de 2021 | MDB     | 1º de abril de 2022    | Prefeito reeleito em sufrágio universal. | |
| 34º | Wilson Reis                        |                       | MDB     | 1º de abril de 2022    | 31 de dezembro de 2024                   | Vice-prefeito eleito, assumiu o cargo com a renúncia do titular. |
| 35º | Netinho Reis                       |                       | MDB     | 1º de janeiro de 2025  | atualidade                               | Prefeito eleito em sufrágio universal. |